# Programowanie wizualne

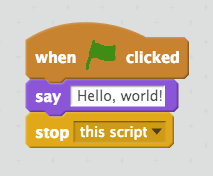
Język Scratch

Wizualny język programowania – język programowania, który pozwala tworzyć programy poprzez manipulowanie elementami programu w sposób graficzny, a nie poprzez specyfikowanie ich tekstowo. Programowanie wizualne umożliwia programowanie za pomocą wyrażeń wizualnych, przestrzennych układów tekstu i symboli graficznych, używanych jako elementy składni języka. Na przykład wiele języków wizualnych opiera się na idei „pól i strzałek”, w których pola lub inne obiekty na ekranie są traktowane jako byty połączone strzałkami, liniami lub łukami, które reprezentują relacje węzłów.

## Definicja
Języki wizualne można dalej klasyfikować, w zależności od typu i zakresu używanych wyrażeń wizualnych, na języki oparte na ikonach, języki oparte na formularzach i języki diagramów. Wizualne środowiska programistyczne zapewniają elementy graficzne lub ikoniczne, którymi użytkownicy mogą manipulować w sposób interaktywny, zgodnie z określoną gramatyką przestrzenną do budowy programu.
Ogólnym celem programowania wizualnego jest uczynienie programowania bardziej przejrzystym dla nowicjuszy i wspieraniu programistów na trzech różnych poziomach:
- Składnia: Języki wizualne używają ikon/bloków, formularzy i diagramów, próbując zredukować lub nawet całkowicie wyeliminować potencjał błędów składniowych, pomagając w ułożeniu prymitywów programowania w celu stworzenia dobrze sformułowanych programów. Przykładami innych niż programowanie wizualne są sprawdzanie pisowni w edytorach tekstu, podkreślanie lub nawet automatyczne poprawianie poszczególnych słów lub gramatyki.
- Semantyka: Języki wizualne mogą zapewniać pewne mechanizmy ujawniania znaczenia prymitywów programowania. Może to obejmować funkcje pomocy zapewniające funkcje dokumentacji wbudowane w języki programowania.
- Pragmatyka: Języki wizualne wspierają badanie znaczenia programów w określonych sytuacjach. Ten poziom obsługi umożliwia użytkownikom umieszczanie artefaktów utworzonych za pomocą programowania wizualnego w określonym stanie w celu zbadania, jak program zareaguje na ten stan.

Język przekształcony wizualnie to język niewizualny z nałożoną reprezentacją wizualną. Oczywiście języki wizualne mają nieodłączną ekspresję wizualną, dla której nie ma oczywistego odpowiednika tekstowego.
Obecne rozwiązania próbują zintegrować podejście programowania wizualnego z popularnymi interpretowanymi językami programowania, aby mieć natychmiastowy dostęp do stanu programu, co skutkuje debugowaniem online lub automatycznym generowaniem programu i dokumentacją. Języki Dataflow umożliwiają również automatyczną równoległość, która prawdopodobnie stanie się jednym z największych wyzwań programistycznych w przyszłości.
Języki Visual Basic, Visual C#, Visual J# itd. i pozostałe języki środowiska Microsoft Visual Studio IDE nie są wizualnymi językami programowania: reprezentacja algorytmów itp. jest tekstowa, mimo że IDE wzbogaca czynności związane z edycją i debugowaniem za pomocą bogatego interfejsu użytkownika. Podobna uwaga dotyczy większości innych środowisk szybkiego tworzenia aplikacji, które zazwyczaj obsługują projektanta formularzy, a czasami mają również narzędzia graficzne do zilustrowania (ale nie definiowania) przepływu sterowania i zależności danych.
Parsery dla wizualnych języków programowania można zaimplementować za pomocą gramatyki grafowej.